# Rasmus Hoffmann
Rasmus Hoffmann (* 1971 in Kiel) ist ein deutscher Soziologe.

## Leben
Er erwarb die Licence (1998–99) in Soziologie, nach einem Erasmus-Austauschjahr Sorbonne (Universität Paris V), den Magister (1993–2000) in Soziologie mit den Nebenfächern Biologie und Französisch an der Universität Freiburg im Breisgau. Im Jahr 2006 erwarb er die Promotion (2002–06) in Soziologie an der Universität Rostock bei Peter A. Berger und James W. Vaupel und arbeitete daraufhin als wissenschaftlicher Mitarbeiter am Lehrstuhl für empirische Sozialforschung am Institut für Soziologie der Universität Rostock.
Von 2009 bis 2015 war er als Senior Researcher in EU-Projekten mit Johan P. Mackenbach am Erasmus Medical Center in Rotterdam und von 2013 bis 2017 am European University Institut in San Domenico di Fiesole als Leiter eines Projektes tätig, das vom European Research Council (ERC) gefördert wurde.
2014 erwarb er die Habilitation auf dem Gebiet der empirischen Sozialforschung an der Universität Rostock bei Gabriele Doblhammer, Monika Jungbauer-Gans und Johannes Siegrist und 2018 die Lehrbefugnis (venia legendi). Danach arbeitete er als Lehrstuhlvertretung für Peter A. Berger am Lehrstuhl Allgemeine Soziologie und Makrosoziologie am Institut für Soziologie und Demographie der Universität Rostock (2018–2020) und übernahm 2021 die Professur für Statistik, Methoden und Epidemiologie an der Lebenswissenschaftlichen Fakultät der Universität Siegen.
Seit 2021 ist er an der Universität Bamberg W3-Professor für Soziologie, insbesondere Soziale Ungleichheit.
Er ist unter anderem im Vorstand der DGS-Sektion Medizin- und Gesundheitssoziologie und Herausgeber der Reihe Sozialstrukturanalyse im Springer VS-Verlag.

## Forschungsschwerpunkte
Zu Rasmus Hoffmanns Forschungsthemen zählen unter anderem:
- Soziale und gesundheitliche Ungleichheiten in international vergleichender Perspektive
- Demografischer Wandel
- Lebenslaufforschung und quantitative Methoden

## Forschungsprojekte
- European Research Council (ERC): Socioeconomic Status and Health: Disentangling causal pathways in a life course perspective (SESandHealth)

## Publikationen
- Hoffmann R. 2008 Socioeconomic Differences in Old Age Mortality, Monograph in der Serie Demographic Methods and Population Analysis, K. Land (Hg.), Vol. 25, Springer, Dordrecht.
- Hoffmann R 2022 Soziale Ungleichheit in der Gesundheit – Trotz enormer Verbesserungen in der Gesundheit bestehen große Unterschiede zwischen sozialen Gruppen In: uni.vers Forschung (Mai 2022):44-47.
- Hoffmann R, Knabe A, Schmitt C (Hg.) 2021 Ungleichheit, Individualisierung, Lebenslauf: Zur Aktualität Peter A. Bergers, Springer VS, Reihe Sozialstrukturanalyse
- Hoffmann R, Knabe A, Schmitt C 2021 We are structure‘ - der Einfluss Peter A. Bergers auf drei Jahrzehnte der Sozialstrukturanalyse in Deutschland, in Ungleichheit, Individualisierung, Lebenslauf: Zur Aktualität Peter A. Bergers, R. Hoffmann, A. Knabe, C. Schmitt (Hg.) Springer VS, Reihe Sozialstrukturanalyse
- Hoffmann R, Doblhammer, G 2021 Approaches and methods for causal analysis of panel data in the area of morbidity and mortality Comparative Population Studies, 46, Special Issue: Identification of causal mechanisms in demographic research: The contribution of panel data, J. Brüderl und J. Huinink (Hg.), April 2021.
- Hoffmann R, Kröger H 2021 Comparing the educational gradients in three cardiovascular disease-specific health measures Longitudinal and Life Course Studies, 12(4):591-607.